# Ozarba vicina
Ozarba vicina là một loài bướm đêm trong họ Noctuidae.